# Kisses (album)
Kisses è il quarto album in studio della cantante brasiliana Anitta. L'edizione con DVD è stata pubblicata nel 2019.

## Tracce
CD
1. Atención – 2:40
2. Banana (con Becky G) – 3:15
3. Onda diferente (con Ludmilla e Snoop Dogg feat. Papatinho) – 2:40
4. Sin miedo (con DJ Luian & Mambo Kingz) – 3:11
5. Poquito (con Swae Lee) – 2:55
6. Tu y yo (con Chris Marshall) – 3:26
7. Get to Know Me (with Alesso) – 2:42
8. Rosa (con Prince Royce) – 2:46
9. Juego – 3:12
10. Você mentiu (con Caetano Veloso) – 2:59

DVD
1. Kisses — Video musicali – 29:14